# Hombrados
Hombrados település Spanyolországban, Guadalajara tartományban. Hombrados El Pobo de Dueñas, Morenilla, Castellar de la Muela, Campillo de Dueñas és Odón községekkel határos. Lakosainak száma 43 fő (2024).

## Népesség
A település népessége az utóbbi években az alábbiak szerint változott:
| Lakosok száma | 43   | 44   | 36   | 32   | 37   | 34   | 36   | 33   | 39   | 43   |
|               | 2001 | 2004 | 2006 | 2009 | 2011 | 2014 | 2016 | 2019 | 2021 | 2024 |